# Trophée Lady Byng
Le trophée Lady Byng (en anglais Lady Byng Memorial Trophy) est remis annuellement au joueur de hockey sur glace considéré comme ayant le meilleur esprit sportif tout en conservant des performances remarquables dans la Ligue nationale de hockey.  C'est l'Association des journalistes de hockey professionnel qui donne les votes dans le but d'attribuer le trophée en tenant compte à la fois des performances et du nombre de minutes de punitions accumulées.

## Histoire
Le trophée tire son nom de Marie Evelyn Moreton (Lady Byng), épouse du Vicomte Byng de Vimy, héros de la bataille de la crête de Vimy qui est gouverneur général du Canada de 1921 à 1926. En mars 1925, Lady Byng, qui est une amatrice de hockey, écrit à Frank Calder. Estimant qu'il œuvre pour rendre le hockey moins brutal, elle lui demande si elle peut offrir un trophée pour récompenser le joueur de la ligue qui se distingue autant par son efficacité que par son jeu propre :

« I am writing to ask if you will let me offer a challenge cup for the man on any team in the league, who, while being thoroughly effective, is also a thoroughly clean player. »

Calder accepte et Lady Byng remet elle-même le trophée à Julius Nighbor, premier lauréat, avant un match exhibition de fin de saison. 
Le plus grand nombre en carrière :
- 7 par François-Xavier Boucher, Rangers de New York
- 5 par Wayne Gretzky, Kings de Los Angeles (3), Rangers de New York (1), Oilers d'Edmonton (1)
- 4 par Pavel Datsiouk, Red Wings de Détroit (4)
- 4 par Leonard Kelly, Red Wings de Détroit (3), Maple Leafs de Toronto (1)

## Gagnants du trophée Lady Byng
- 1925 – Julius Nighbor, Sénateurs d'Ottawa
- 1926 – Julius Nighbor (2), Sénateurs d'Ottawa
- 1927 – Harry Burch (1), Americans de New York
- 1928 – François-Xavier Boucher, Rangers de New York
- 1929 – François-Xavier Boucher, Rangers de New York
- 1930 – François-Xavier Boucher, Rangers de New York
- 1931 – François-Xavier Boucher, Rangers de New York
- 1932 – Joseph Primeau (1), Maple Leafs de Toronto
- 1933 – François-Xavier Boucher, Rangers de New York
- 1934 – François-Xavier Boucher, Rangers de New York
- 1935 – François-Xavier Boucher (7), Rangers de New York
- 1936 – Elwin Romnes (1), Black Hawks de Chicago
- 1937 – Martin Barry (1), Red Wings de Détroit
- 1938 – Gordon Drillon (1), Maple Leafs de Toronto
- 1939 – Clinton Smith, Rangers de New York
- 1940 – Robert Bauer, Bruins de Boston
- 1941 – Robert Bauer, Bruins de Boston
- 1942 – Sylvanus Apps (1), Maple Leafs de Toronto
- 1943 – Maxwell Bentley (1), Black Hawks de Chicago
- 1944 – Clint Smith (2), Black Hawks de Chicago
- 1945 – William Mosienko (1), Black Hawks de Chicago
- 1946 – Hector Blake (1), Canadiens de Montréal
- 1947 – Robert Bauer (3), Bruins de Boston
- 1948 – Herbert O'Connor (1), Rangers de New York
- 1949 – Hubert Quackenbush (1), Red Wings de Détroit
- 1950 – Edgar Laprade (1), Rangers de New York
- 1951 – Leonard Kelly, Red Wings de Détroit
- 1952 – Sidney Smith, Maple Leafs de Toronto
- 1953 – Leonard Kelly, Red Wings de Détroit
- 1954 – Leonard Kelly, Red Wings de Détroit
- 1955 – Sidney Smith (2), Maple Leafs de Toronto
- 1956 – Earl Reibel (1), Red Wings de Détroit
- 1957 – Andrew Hebenton (1), Rangers de New York
- 1958 – Camille Henry (1), Rangers de New York
- 1959 – Alexander Delvecchio, Red Wings de Détroit
- 1960 – Donald McKenney (1), Bruins de Boston
- 1961 – Leonard Kelly (4), Maple Leafs de Toronto
- 1962 – David Keon, Maple Leafs de Toronto
- 1963 – David Keon (2), Maple Leafs de Toronto
- 1964 – Kenneth Wharram, Black Hawks de Chicago
- 1965 – Robert Hull (1), Black Hawks de Chicago
- 1966 – Alexander Delvecchio, Red Wings de Détroit
- 1967 – Stanley Mikita, Black Hawks de Chicago
- 1968 – Stanley Mikita (2), Black Hawks de Chicago
- 1969 – Alexander Delvecchio (3), Red Wings de Détroit
- 1970 – Philippe Goyette (1), Blues de Saint-Louis
- 1971 – John Bucyk, Bruins de Boston
- 1972 – Jean Ratelle, Rangers de New York
- 1973 – Gilbert Perreault (1), Sabres de Buffalo
- 1974 – Johnny Bucyk (2), Bruins de Boston
- 1975 – Marcel Dionne, Red Wings de Détroit
- 1976 – Jean Ratelle (2), Rangers de New York/Bruins de Boston
- 1977 – Marcel Dionne (2), Kings de Los Angeles
- 1978 – Robert Goring (1), Kings de Los Angeles
- 1979 – Robert MacMillan (en) (1), Flames d'Atlanta
- 1980 – Wayne Gretzky, Oilers d'Edmonton
- 1981 – Richard Kehoe (1), Penguins de Pittsburgh
- 1982 – Richard Middleton (1), Bruins de Boston
- 1983 – Michael Bossy, Islanders de New York
- 1984 – Michael Bossy, Islanders de New York
- 1985 – Jari Kurri (1), Oilers d'Edmonton
- 1986 – Michael Bossy (3), Islanders de New York
- 1987 – Joseph Mullen, Flames de Calgary
- 1988 – Mats Näslund, Canadiens de Montréal
- 1989 – Joseph Mullen (2), Flames de Calgary
- 1990 – Brett Hull, Blues de Saint-Louis
- 1991 – Wayne Gretzky, Kings de Los Angeles
- 1992 – Wayne Gretzky, Kings de Los Angeles
- 1993 – Pierre Turgeon (1), Islanders de New York
- 1994 – Wayne Gretzky, Kings de Los Angeles
- 1995 – Ronald Francis, Penguins de Pittsburgh
- 1996 – Paul Kariya, Mighty Ducks d'Anaheim
- 1997 – Paul Kariya (2), Mighty Ducks d'Anaheim
- 1998 – Ronald Francis, Penguins de Pittsburgh
- 1999 – Wayne Gretzky (5), Rangers de New York
- 2000 – Pavol Demitra (1), Blues de Saint-Louis
- 2001 – Joseph Sakic (1), Avalanche du Colorado
- 2002 – Ronald Francis (3), Hurricanes de la Caroline
- 2003 – Aleksandr Moguilny (1), Maple Leafs de Toronto
- 2004 – Bradley Richards (1), Lightning de Tampa Bay
- 2005 – pas de gagnant, saison annulée
- 2006 – Pavel Datsiouk, Red Wings de Détroit
- 2007 – Pavel Datsiouk, Red Wings de Détroit
- 2008 – Pavel Datsiouk, Red Wings de Détroit
- 2009 – Pavel Datsiouk (4), Red Wings de Détroit
- 2010 – Martin St-Louis, Lightning de Tampa Bay
- 2011 – Martin St-Louis, Lightning de Tampa Bay
- 2012 – Brian Campbell (1), Panthers de la Floride
- 2013 – Martin St-Louis (3), Lightning de Tampa Bay
- 2014 – Ryan O'Reilly (1), Avalanche du Colorado
- 2015 – Jiří Hudler (1), Flames de Calgary
- 2016 – Anže Kopitar, Kings de Los Angeles
- 2017 – John Gaudreau (1), Flames de Calgary
- 2018 – William Karlsson (1), Golden Knights de Vegas
- 2019 – Aleksander Barkov (1), Panthers de la Floride
- 2020 – Nathan MacKinnon (1), Avalanche du Colorado
- 2021 – Jaccob Slavin, Hurricanes de la Caroline
- 2022 – Kyle Connor (1), Jets de Winnipeg
- 2023 – Anže Kopitar, Kings de Los Angeles
- 2024 - Jaccob Slavin (2), Hurricanes de la Caroline
- 2025 - Anže Kopitar (3), Kings de Los Angeles